# Opercularella panicula
Opercularella panicula är en nässeldjursart som först beskrevs av Sars 1873.  Opercularella panicula ingår i släktet Opercularella och familjen Campanulinidae. Arten är reproducerande i Sverige. Inga underarter finns listade i Catalogue of Life.